# Улица Болдвин (Данидин, Нови Зеланд)
Улица Болдвин је друга најстрмија улица на свету, а налази се у месту Данидин на Новом Зеланду.

## Име улице
Улица је добила име по Вилијаму Болдвину (1836-1917), новозеландском политичару и издавачу новина.

## Историја
Улица је настала половином 19. века, а њена стрмост износи 35 степени из разлога што британски планери који су планирали улице на Новом Зеланду никада нису били на њему.

## Галерија
- Путоказ
- Једна од кућа
- Паркирани ауто